# Personaggi di Mercoledì

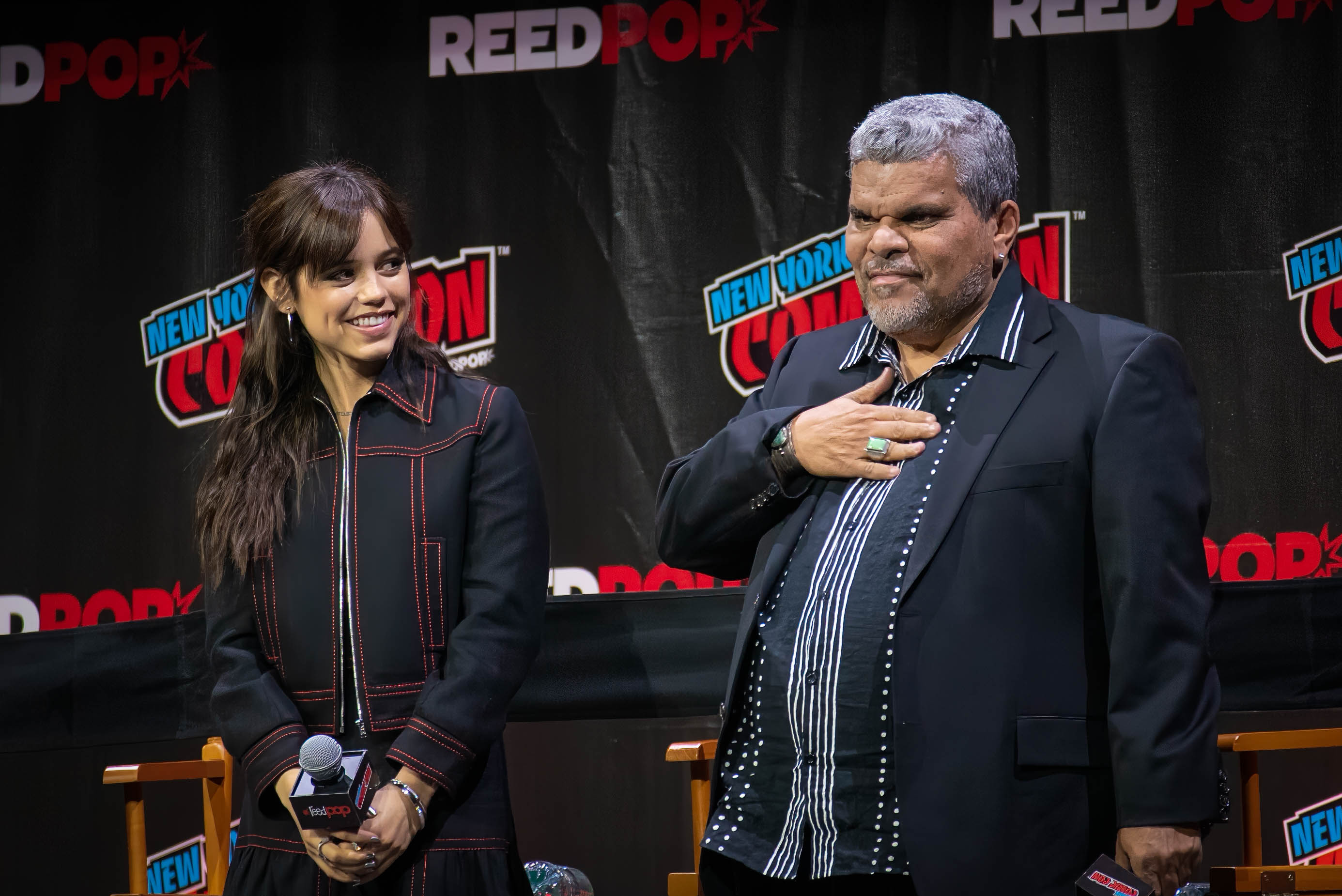
Jenna Ortega (Mercoledì) e Luis Guzmán (Gomez) al ComicCon di New York nell'ottobre del 2022

Questa è una lista dei personaggi della serie televisiva Mercoledì. I personaggi della serie sono ispirati ai personaggi della famiglia Addams, creati a partire dal 1938 da Charles Addams per le sue vignette sul periodico The New Yorker.
Personaggi principali della serie sono Mercoledì Addams (Jenna Ortega), il suo fido compagno Mano (Victor Dorobantu) e la sua compagna di stanza Enid Sinclair (Emma Myers). Altri componenti della famiglia Addams compaiono occasionalmente nella prima stagione, quali il fratello Pugsley (Isaac Ordonez), la madre Morticia (Catherine Zeta-Jones), il padre Gomez (Luis Guzmán), il maggiordomo e chauffeur Lurch (George Burcea e Joonas Suotamo), che divengono membri fissi del cast nella seconda stagione, o ancora lo Zio Fester (Fred Armisen) o la nonna Hester Frump (Joanna Lumley). A questi si affiancano docenti della Nevermore Academy e abitanti della cittadina immaginaria di Jericho, in cui la scuola risiede. 

## La famiglia Addams
- Mercoledì Addams (stagioni 1-2), interpretata da Jenna Ortega e da Karina Varadi (a 6 anni), doppiata da Chiara Fabiano.[1][2][3]
Una sedicenne che possiede poteri psichici, grazie ai quali è in grado di prevedere eventi negativi prima che essi si verifichino. Viene mandata alla Nevermore Academy per aver causato danni in altre scuole e per aver quasi ucciso un bullo che tormentava suo fratello Pugsley. Il personaggio mantiene anche in questa versione le tipiche caratteristiche "speciali" e inquietanti, come la misantropia, le tendenze omicide e alla tortura, la sociopatia e il fascino per il macabro e la morte.
- Morticia Addams (stagioni 1-2), interpretata da Catherine Zeta-Jones e da Gwen Jones (da giovane), doppiata da Francesca Fiorentini.[1][3]
L'austera ed elegante madre di Mercoledì; frequentò la Nevermore Academy da giovane. Possiede poteri psichici come la figlia, ma le sue visioni sono di natura positiva. Nella seconda stagione si trasferisce a risiedere all'interno della Nevermore Academy, abitando, assieme al marito Gomez e al maggiordomo Lurch, il cottage che fu già dimora di Marilyn Thornhill, riarredandolo però di suo gusto.
- Gomez Addams (stagioni 1-2), interpretato da Luis Guzmán e da Lucius Hoyos (da giovane), doppiato da Simone Mori.[1][3]
Il padre di Mercoledì, anch'egli ex allievo della Nevermore Academy. Apparentemente condiscendente e un po' svampito. Da giovane fu accusato dell'omicidio di un ragazzo di Jericho.
- Pugsley Addams (stagioni 1-2), interpretato da Isaac Ordonez, doppiato da Arturo Sorino.[1][3]
Il fratello minore di Mercoledì, che viene bullizzato a scuola e difeso dalla sorella. Nella seconda stagione Pugsley entra a far parte anch'egli della Nevermore Academy in qualità di studente.[3]
- Zio Fester (stagioni 1-2), interpretato da Fred Armisen e da Jonathan Horvat (stagione 2, da bambino), doppiato da Roberto Stocchi.[1][3][4]
Lo zio di Mercoledì e fratello di Gomez. È completamente calvo e ha il potere di generare elettricità dalle proprie mani. Soccorre la nipote per aiutarla nelle sue indagini. Nella seconda stagione si fa internare nella clinica psichiatrica di Willow Hill, dove ha una relazione con l'addetta alla mensa e dove scopre il reparto segreto di Augustus e Judi Stonehearst in cui vengono compiuti esperimenti segreti sui reietti.
- Hester Frump (stagione 2), interpretata da Joanna Lumley, doppiata da Roberta Greganti.[1][3]
 È la madre di Morticia. È una ricchissima magnate proprietaria della Frump Mortuaries, un'azienda di successo. Dalla lingua tagliente e sempre vestita in modo impeccabile, Hester è una fredda calcolatrice in tutto ciò che fa.[3] L'attrice britannica Joanna Lumley è nota per aver interpretato il ruolo di Zaffiro nella serie di fantascienza degli anni settanta Zaffiro e Acciaio (Sapphire and Steel) e quello di Purdey nella serie televisiva spionistica Gli infallibili tre (The New Avengers), sequel della più nota serie televisiva degli anni settanta Agente speciale (The Avengers).
- Lurch (stagioni 1-2), interpretato da George Burcea (stagione 1) e da Joonas Suotamo (stagione 2).[3]
Il fedele maggiordomo e autista della famiglia Addams.
- Mano (stagioni 1-2), interpretato da Victor Dorobantu.[3]
Una mano senza corpo, pienamente senziente e in grado di comunicare con linguaggio non verbale, che viene inviata dai genitori di Mercoledì a vegliare su di lei alla Nevermore Academy. Lega molto con Enid.

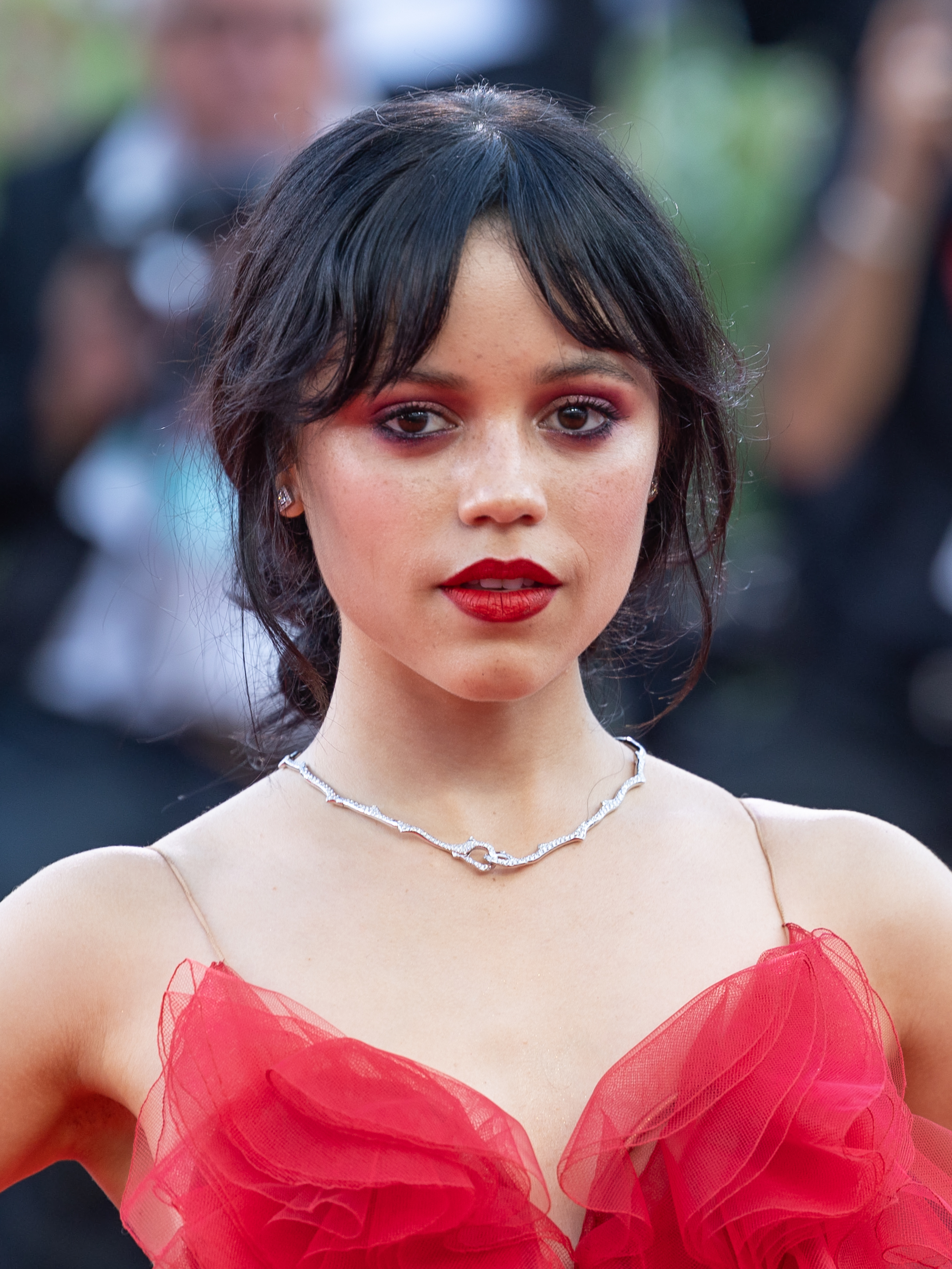
Jenna Ortega, interprete di Mercoledì e Goody Addams
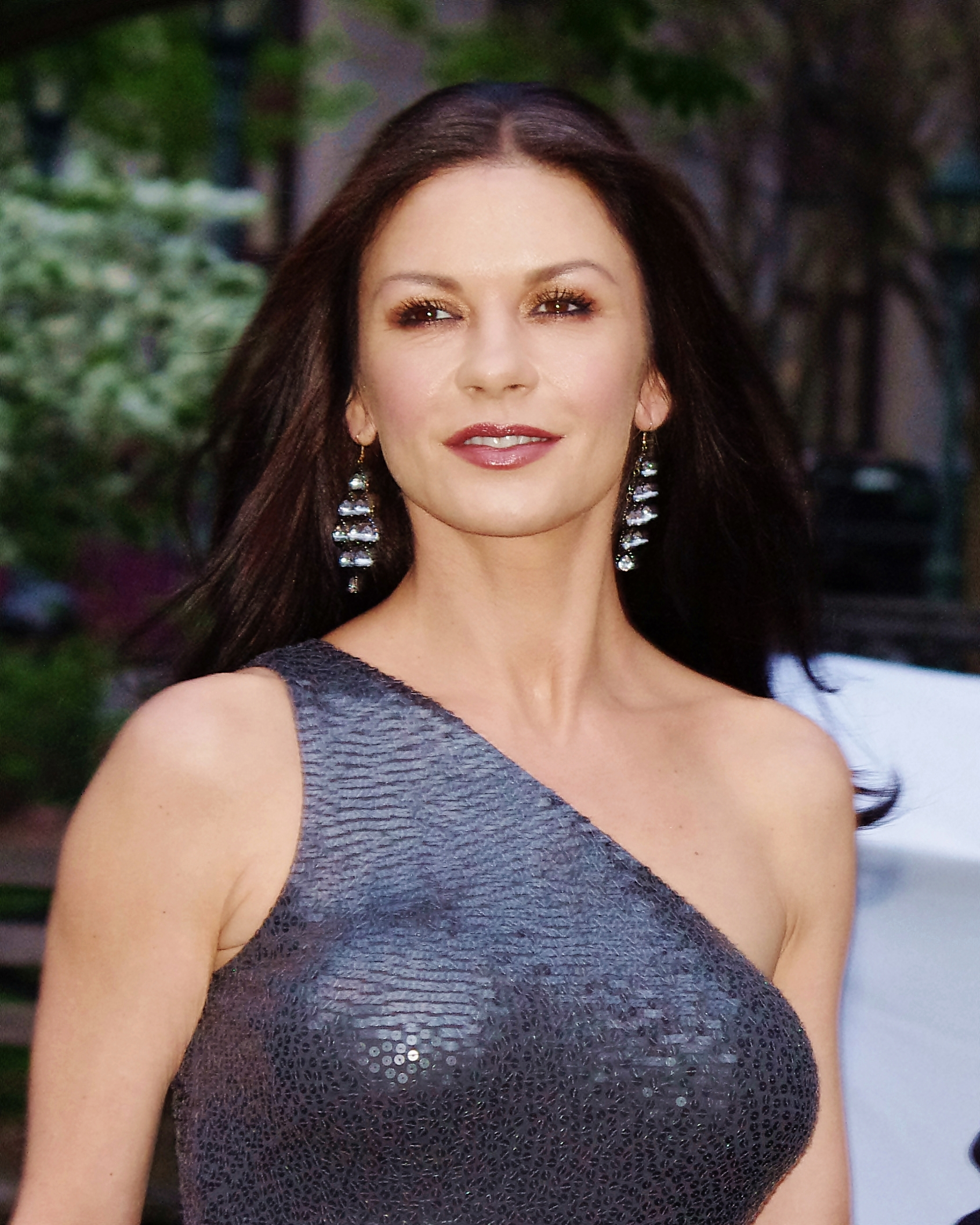
Catherine Zeta-Jones interpreta Morticia
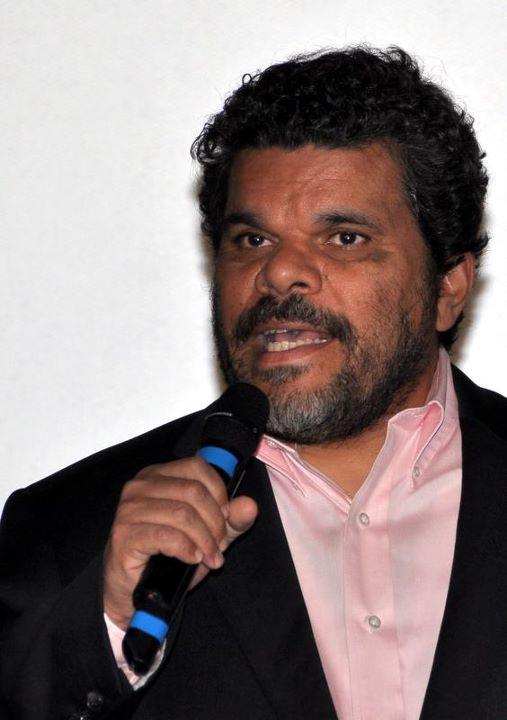
Luis Guzmán interpreta Gomez
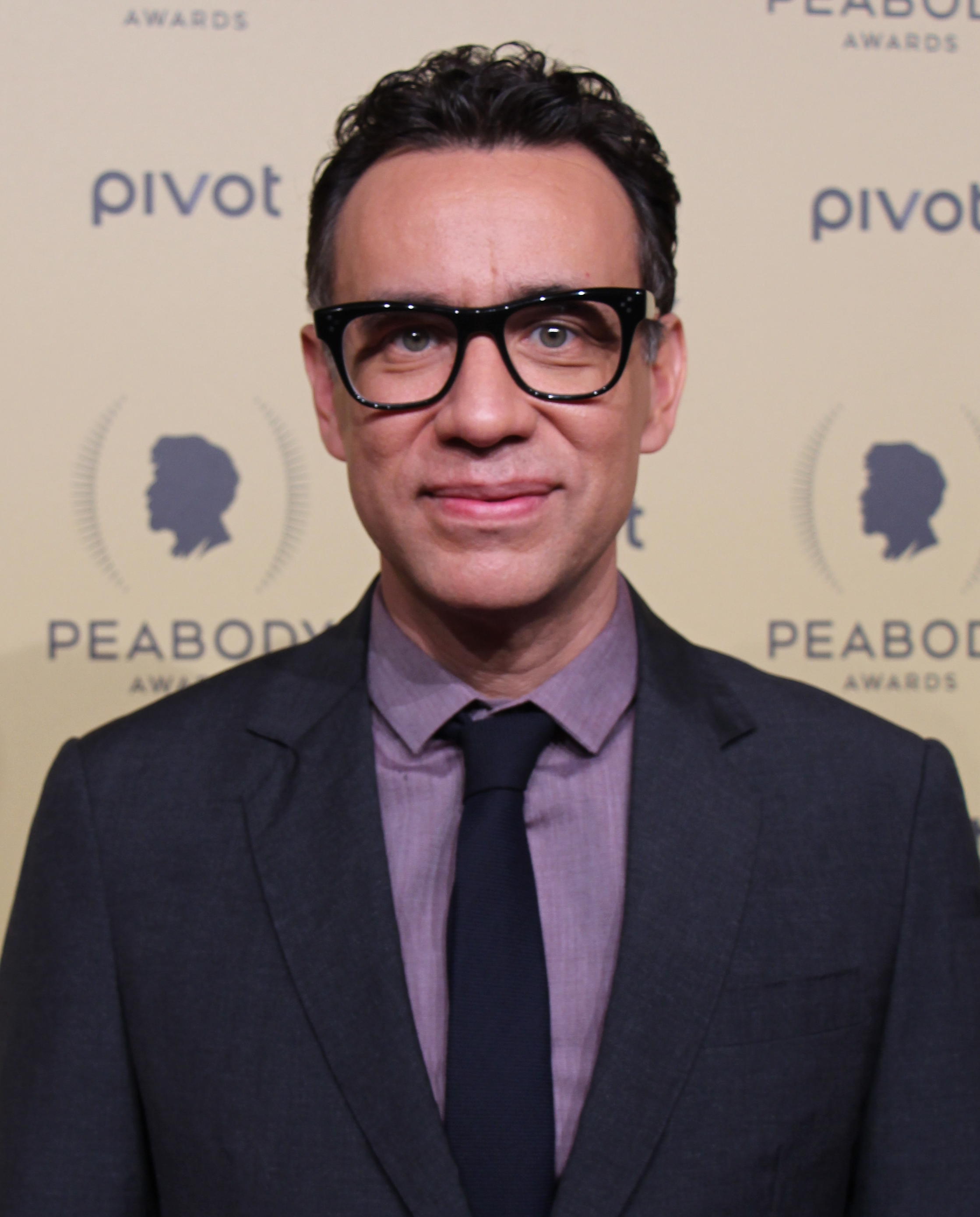
Fred Armisen interpreta Zio Fester
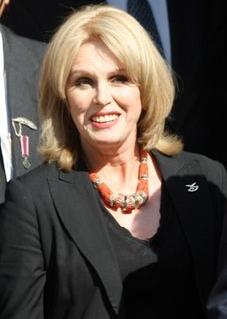
Joanna Lumley interpreta Hester Frump
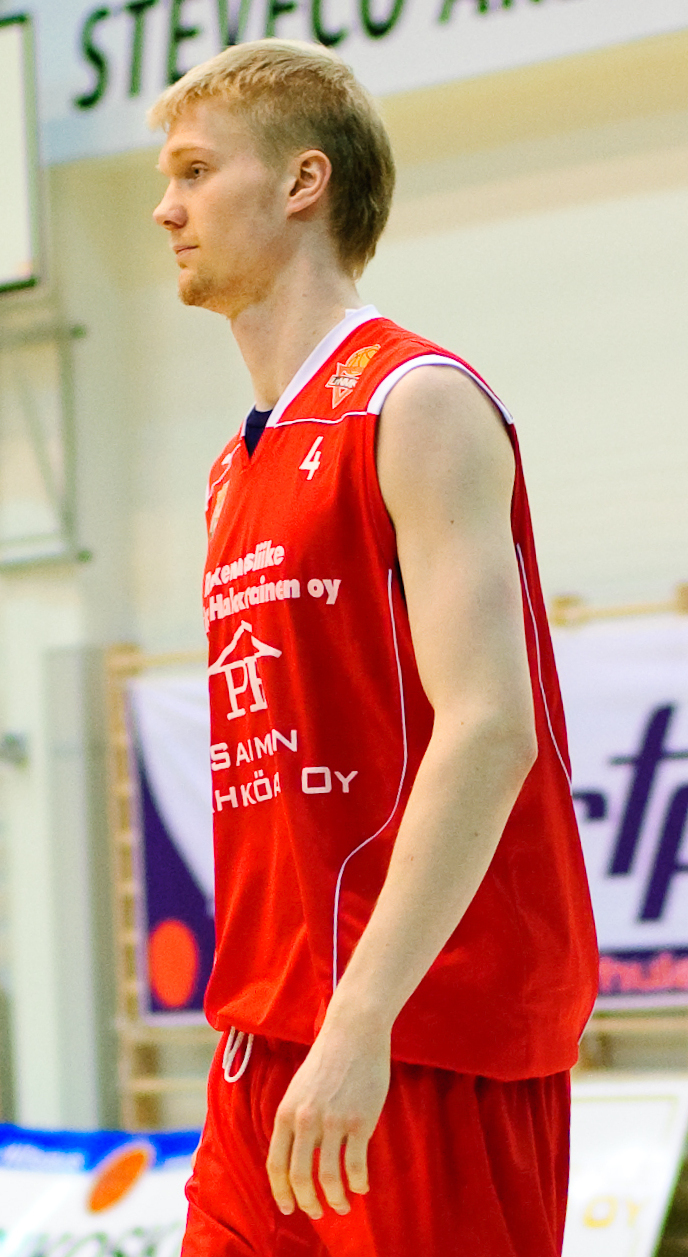
Joonas Suotamo interpreta Lurch

## Nevermore Academy

### Docenti
- Nathaniel Faulkner.
È il fondatore della Nevermore Academy. Il personaggio viene solamente nominato, non appare nella serie.
- Larissa Weems (stagione 1), interpretata da Gwendoline Christie e da Oliver Wickham (da giovane), doppiata da Sabrina Duranti.[1]
È la direttrice della Nevermore Academy, nonché ex studentessa della scuola e compagna di stanza di Morticia. Si rivelerà essere una mutaforma, in grado di assumere le fattezze di altre persone. Alla fine della prima stagione viene uccisa da Marilyn Thornhill / Laurel Gates. Ritorna nella seconda parte della seconda stagione sotto forma di fantasma, divenendo lo spirito guida di Mercoledì.[5][6]
Ghendline Christie ha voluto conferire al personaggio, creato in accordo con Tim Burton e con la costumista Coleen Atwood, un aspetto da "eroina in stile Hitchcock", prendendo come riferimento dive di Hollywood come Tippi Hedren e Kim Novak.[7]
- Barry Dort (stagione 2), interpretato da Steve Buscemi e doppiato da Luca Dal Fabbro.[3]
È l'ambizioso direttore della Nevermore Academy venuto a sostituire Larissa Weems.[3]
- Marilyn Thornhill / Laurel Gates (stagioni 1-2), interpretata da Christina Ricci e doppiata da Valentina Mari.[1][4]
Prima e unica insegnante della Nevermore Academy ad appartenere alla gente "normale", insegna botanica ed è la responsabile di Ophelia Hall, dormitorio in cui risiedono Mercoledì ed Enid. Si scopre essere una discendente di Joseph Crackstone e l'ultima superstite della famiglia Gates. Nella seconda stagione viene trasferita alla clinica psichiatrica di Willow Hill, dove verrà uccisa da Tyler Galpin trasformatosi in Hyde.
L'attrice è celebre in particolare per essere stata l'iconica interprete di Mercoledì Addams nei film di Barry Sonnenfeld La famiglia Addams e La famiglia Addams 2.[8]
- Isadora Capri (stagione 2), interpretata da Billie Piper e doppiata da Federica De Bortoli.[3]
È la nuova insegnante di musica della Nevermore Academy.[3] È un'ex bambina prodigio che si prende a cuore Mercoledì, curandone il talento musicale, e di Enid Sinclair, di cui diviene la mentore.[3]
L'attrice britannica Billie Piper è nota soprattutto per avere interpretato il personaggio di Rose Tyler, la prima compagna del Dottore ad apparire nella seconda serie televisiva Doctor Who a partire dal 2005, al fianco del Nono (Christopher Eccleston) e Decimo Dottore (David Tennant). Ricompare nel 2025, nell'ultimo episodio della seconda stagione della terza serie Doctor Who, La guerra della realtà, come nuova rigenerazione del Dottore, successivamente al Quindicesimo Dottore (Ncuti Gatwa).[3][9]
- Professor Orloff (stagione 2), interpretato da Christopher Lloyd, doppiato da Carlo Valli.[3]
 È un severo insegnante, il più longevo della Nevermore Academy, con la particolarità di essere solo una testa senza corpo immersa in un liquido all'interno di un'ampolla di vetro, sorretta da un corpo robotico. Costantemente alla ricerca degli attaccabrighe, finisce per prendere di mira Pugsley.[3]
L'attore Christopher Lloyd è celebre per aver interpretato il Dottor Emmett Brown nella trilogia di film Ritorno al futuro e, così come Cristina Ricci, era precedentemente stato anch'egli già protagonista del franchise de La famiglia Addams interpretando lo Zio Fester nei due film di Barry Sonnenfeld La famiglia Addams e La famiglia Addams 2.[3]
- Augustus Stonehearst (stagione 2), interpretato da Philip Philmar.
È un ex insegnante di scienze della Nevermore Academy, dove vi aveva fatto costruire un rifugio per la figlia. Internato volontariamente nella clinica di Willow Hill, essendo un "normale" qui vi ha condotto esperimenti sui "reietti", per usurpare i loro poteri e poterli trasferire su sé stesso e sulla figlia.

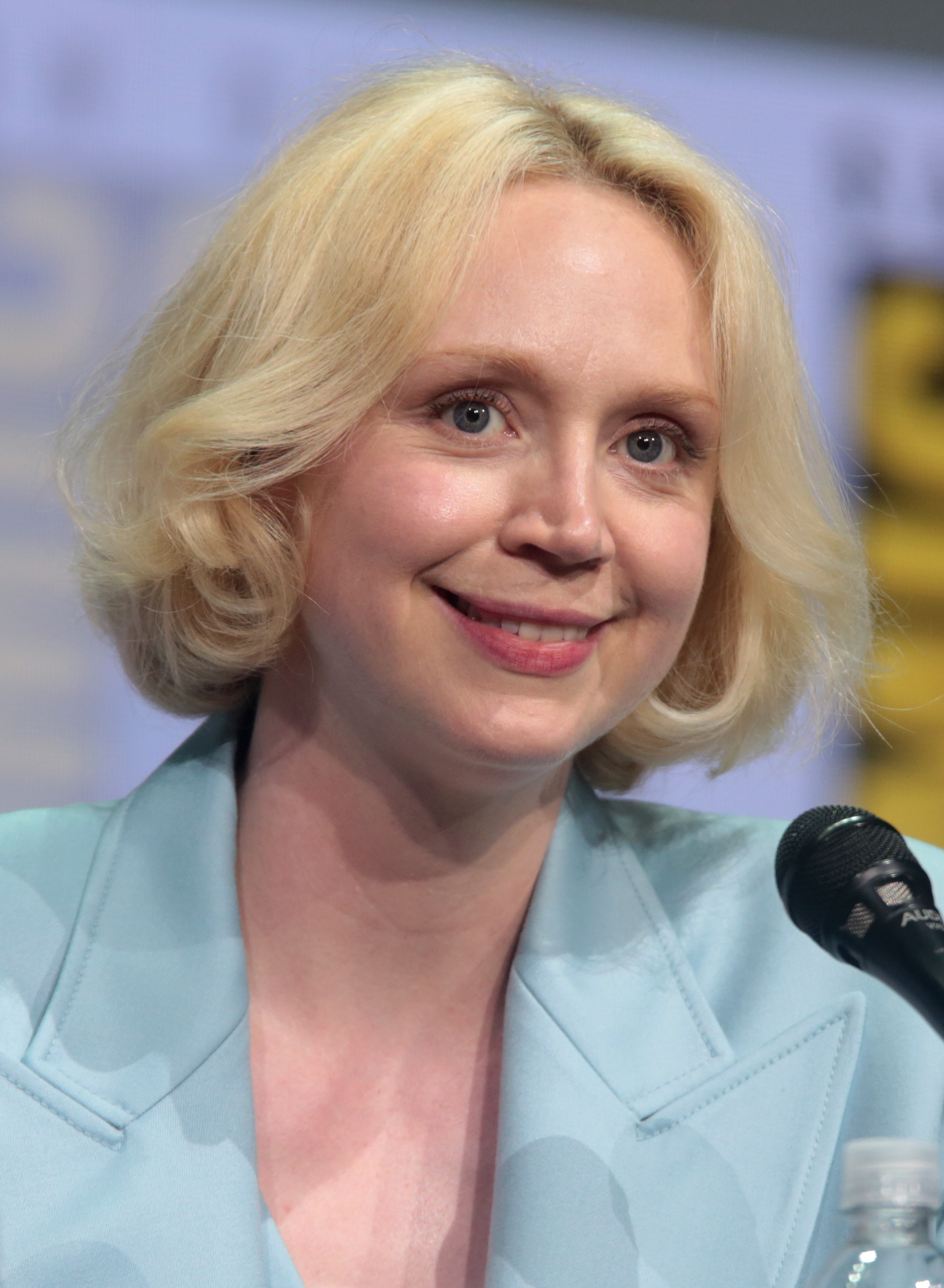
Gwendoline Christie interpreta Larissa Weems
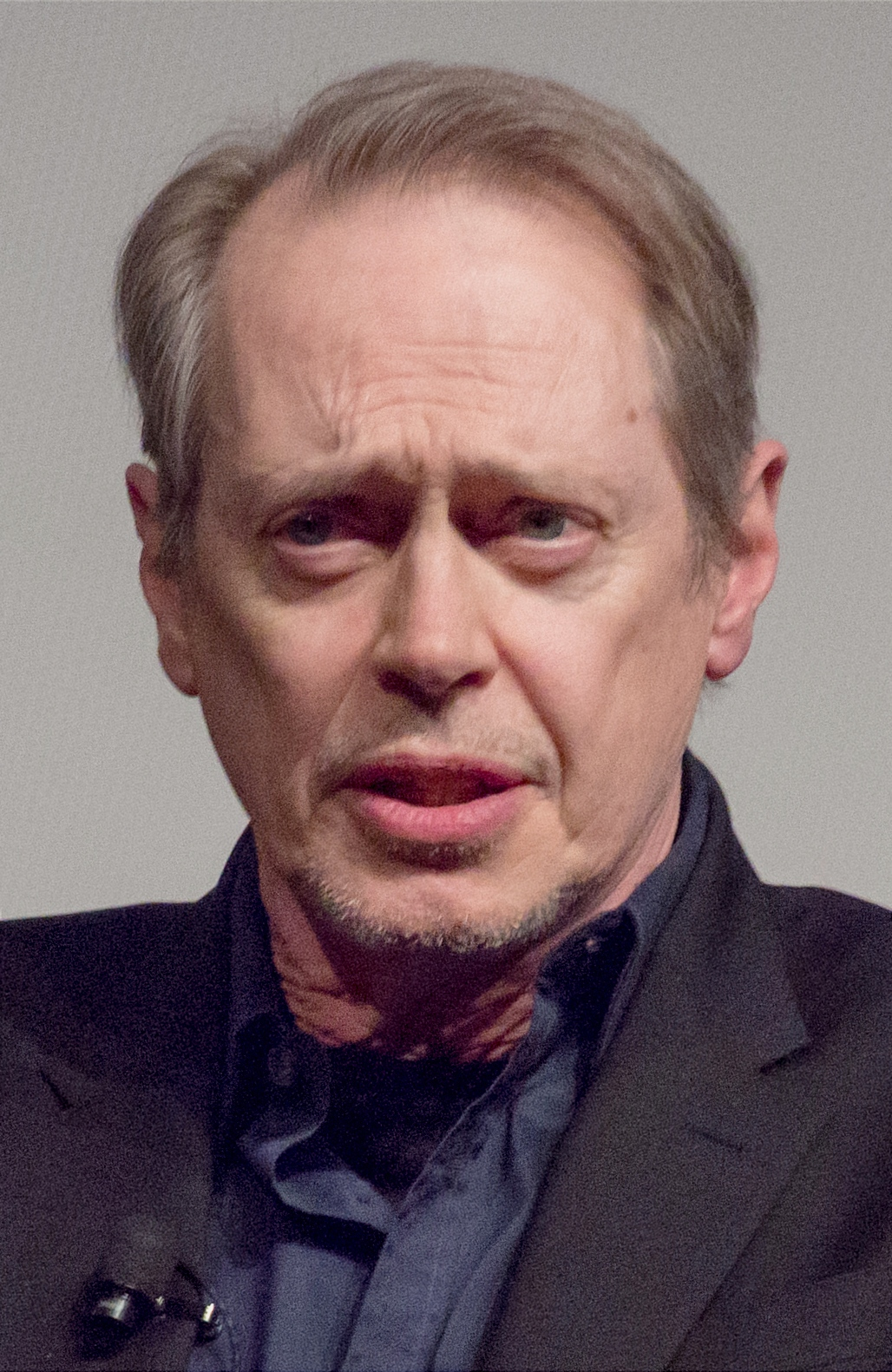
Steve Buscemi, interpreta il Preside Dort
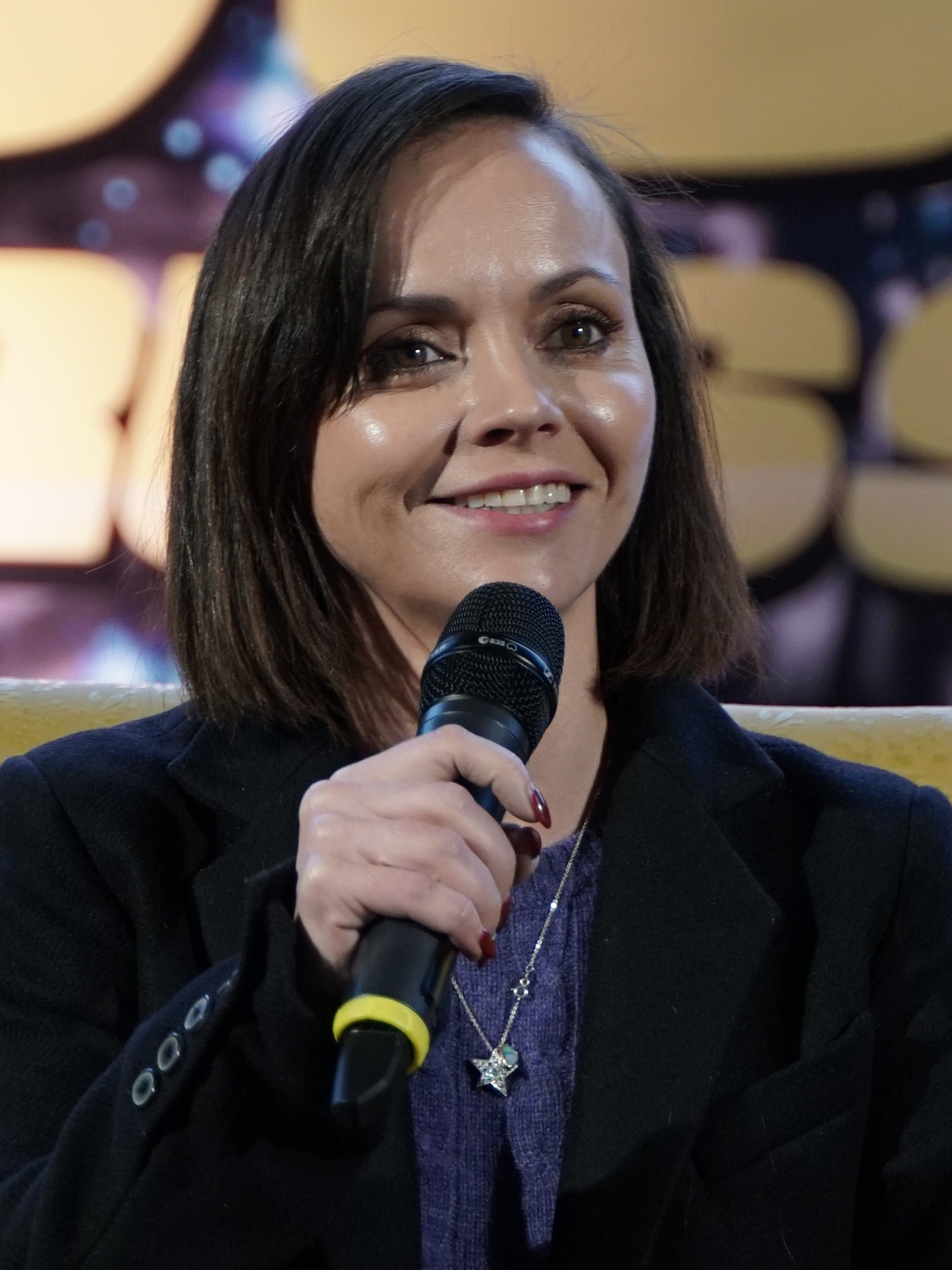
Christina Ricci interpreta Marilyn Thornill
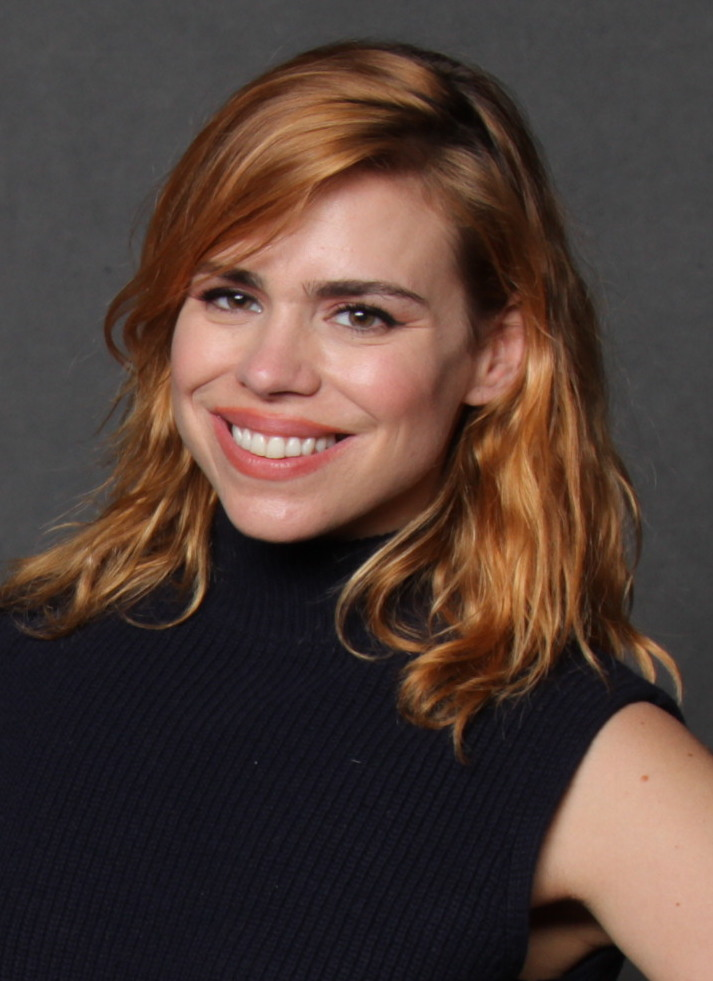
Billie Piper interpreta Isadora Capri
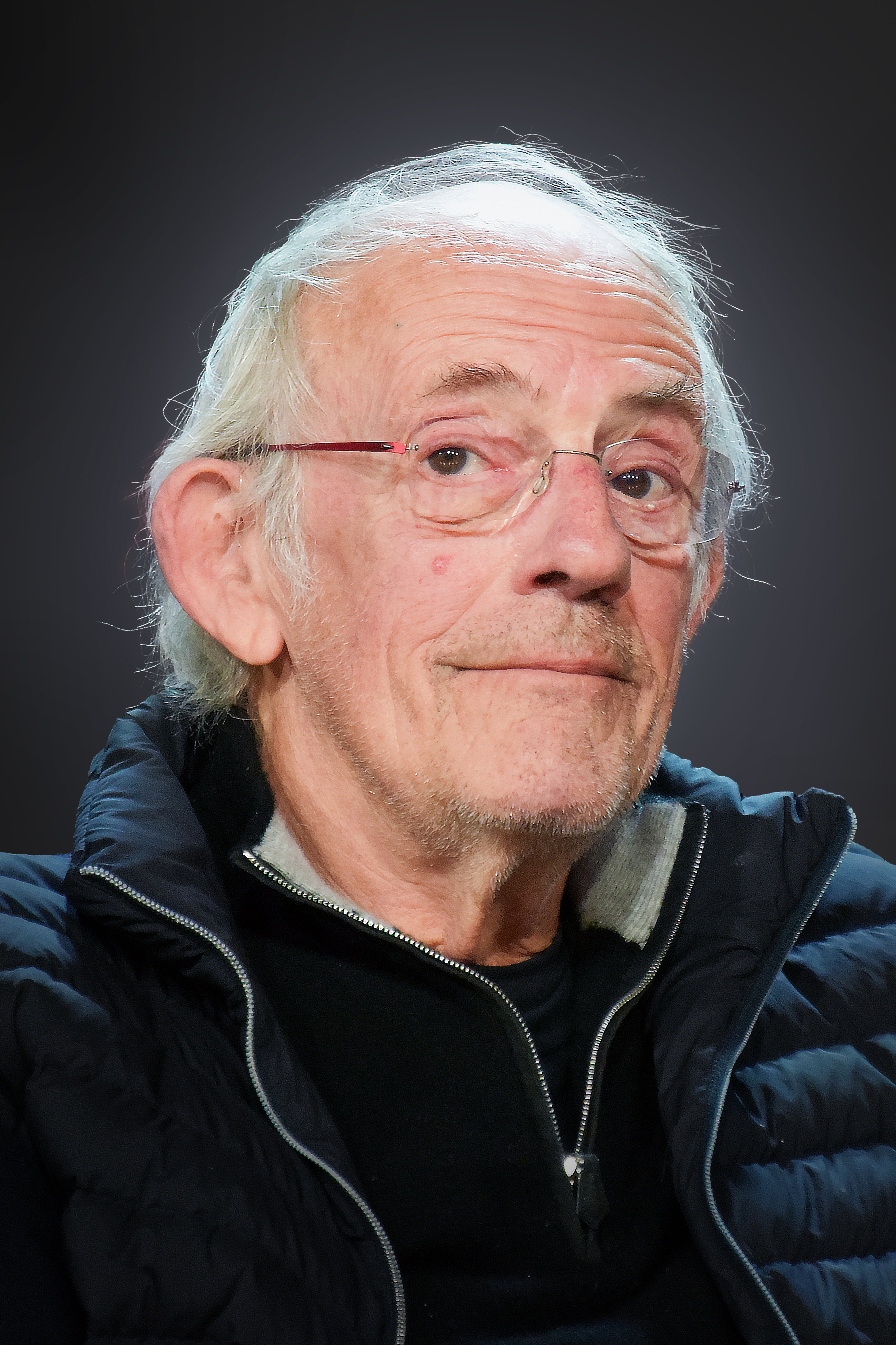
Christopher Lloyd interpreta il Professor Orloff

### Studenti
- Enid Sinclair (stagioni 1-2), interpretata da Emma Myers, doppiata da Margherita Rebeggiani.[1][3]
Una giovane licantropa non ancora in grado di trasformarsi completamente. È estroversa, amante dei pettegolezzi e dei colori, quasi sempre allegra ed euforica ma molto emotiva. È l'esatto opposto di Mercoledì, che diventerà la sua compagna di stanza. Con il passare del tempo, dopo qualche incomprensione e battibecco, le due ragazze finiscono per diventare migliori amiche.
- Xavier Thorpe (stagione 1), interpretato da Percy Hynes White, doppiato da Mattia Fabiano.[1]
Uno studente della Nevermore Academy, figlio di un famoso psichico. È un artista che possiede il potere di far prendere vita ai soggetti dei suoi quadri e disegni. Ex fidanzato di Bianca, ha una cotta per Mercoledì, che ha conosciuto quando erano piccoli. Nella seconda stagione lascia la Nevermore Academy dopo essere stato ingiustamente accusato di omicidio.
- Eugene Ottinger (stagioni 1-2), interpretato da Moosa Mostafa, doppiato da Valeriano Corini.[1][3]
Uno studente sensibile e impacciato della Nevermore Academy che ha il potere di controllare le api, figlio di una coppia omogenitoriale composta da due donne.
- Bianca Barclay (stagioni 1-2), interpretata da Joy Sunday, doppiata da Ludovica Bebi.[1][3]
Una brillante studentessa della Nevermore Academy, è l'antagonista di Mercoledì. È una sirena ed ex ragazza di Xavier: vendicativa e pronta a tutto pur di vincere, fin dall'inizio della serie intreccia una certa rivalità con Mercoledì, unica studentessa a saperle tener testa e a non aver paura di sfidarla. Nella seconda stagione Bianca non ricopre più il ruolo di antagonista della protagonista, ma diviene una sua alleata, venendo tuttavia manipolata dal Preside Dort che ne sfrutta i poteri di incantantrice, per persuadere Morticia Addams a convincere la madre Hester Frump a fare una cospicua donazione di denaro alla Nevermore Academy.
- Ajax Petropolus (stagioni 1-2), interpretato da Georgie Farmer, doppiato da Federico Boccanera.[1][3]
Studente della Nevermore Academy. È un gorgone: la sua chioma, perennemente nascosta sotto un berretto, è composta da serpenti che hanno il potere di pietrificare temporaneamente chi li osserva. Ha un'indole tranquilla, ma risulta spesso svampito e un po' sprovveduto. Dopo qualche incomprensione si fidanza con Enid, che ha da sempre una cotta per lui.
- Agnes DeMille (stagione 2), interpretata da Evie Templeton, doppiata da Sara Ciocca.[3][10]
 Fan di Mercoledì ossessionata da lei, tanto da diventare la sua stalker e antagonista, organizzando scherzi crudeli durante la giornata degli scherzi della Nevermore Academy. Ha la capacità di diventare invisibile.[3]
- Rowan Laslow (stagione 1), interpretato da Calum Ross, doppiato da Matteo Garofalo.[1]
"Reietto fra i reietti", è uno studente della Nevermore apparentemente schivo e timido, nonché imbranato. Soffre di asma e possiede il potere della telecinesi, che lo rende in grado di spostare oggetti e persone con la sola forza della mente. Ex compagno di stanza di Xavier, fin dall'arrivo di Mercoledì alla Nevermore sarà ossessionato dall'idea di ucciderla, per tener fede ad una premonizione della madre: al suo secondo tentativo sarà però lui stesso a morire, ucciso dall'Hyde.
- Divina (stagione 1), interpretata da Johnna Dias Watson, doppiata da Serena Stollo.[1]
Studentessa della Nevermore Academy, sorella gemella di Kent, è una grande amica di Bianca e sirena come lei.
- Kent (stagione 1), interpretato da Oliver Watson, doppiato da Alessandro Valeri.[1]
Studente della Nevermore Academy, fratello gemello di Divina, è un grande amico di Bianca e sirena come lei.
- Yoko Tanaka (stagione 1), interpretata da Naomi J. Ogawa, doppiata da Beatrice Maruffa.[1]
Una vampira asiatica, amica di Enid e residente ad Ophelia Hall.
- Bruno Yuson (stagione 2), interpretato da Noah B. Taylor.
È un licantropo di cui Enid Sinclair si innamora, dopo aver perso interesse nei confronti di Ajax Petropolus.
- Slurp (stagione 2), interpretato da Owen Painter.
È uno studente della Nevermore Academy che ha sostituito il suo cuore malato con un ingranaggio. Una volta morto è stato sepolto sotto l'Albero del Teschio, dove viene ridestato da Pugsley, trasformandosi in uno zombie affamato di cervelli, e da questi battezzato Slurp, poiché non si conosce il suo vero nome. Nutrendosi di cervelli di persone che uccide, il suo corpo, da scheletrico, lentamente si ricompone, riprendendo le fattezze originali. Finisce imprigionato alla clinica psichiatrica Willow Hill, dopo aver seminato il panico al campeggio della Nevermore Academy. Fuggirà dalla clinica in seguito all'evasione collettiva scatenata da Fester Addams.

Emma Myers interpreta Enid Sinclair
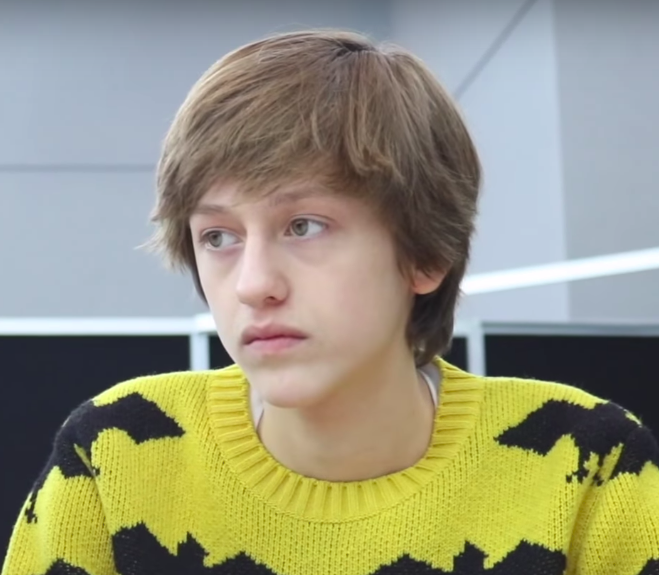
Percy Hynes White, interprete di Xavier Thorpe
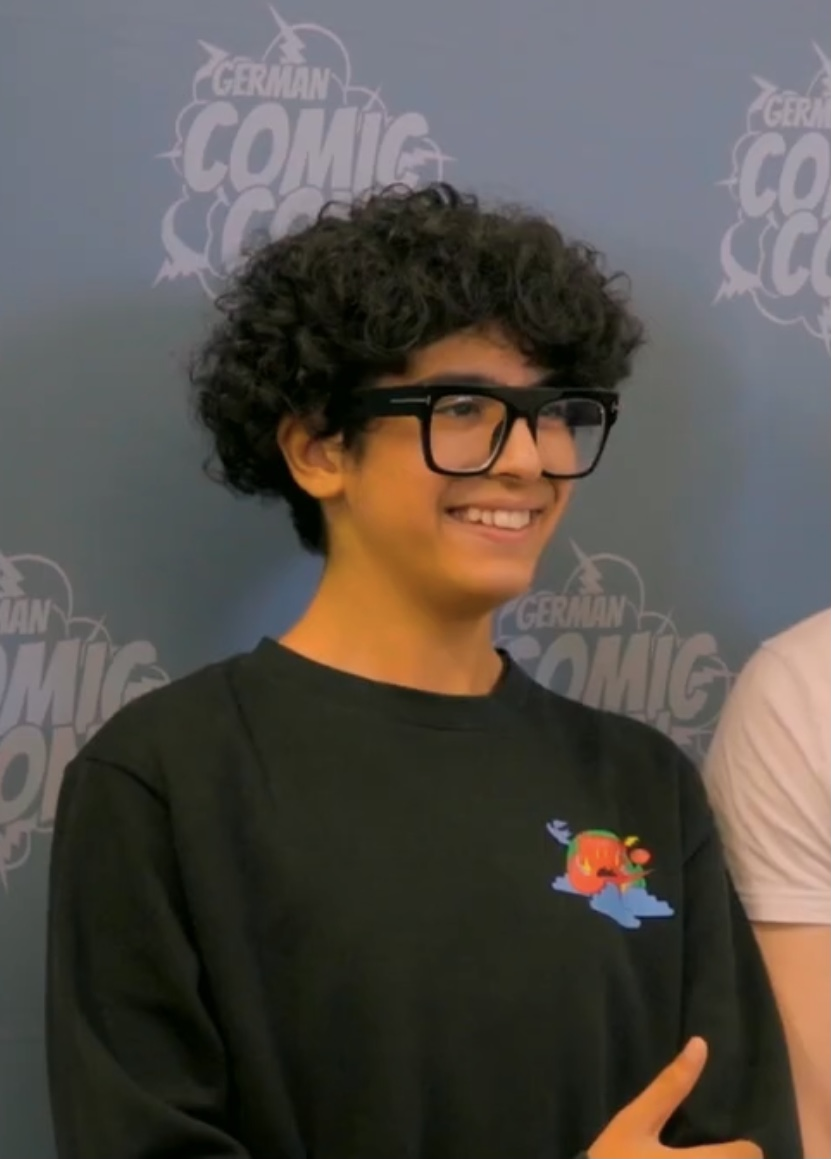
Moosa Mostafa, interprete di Eugene Ottinger
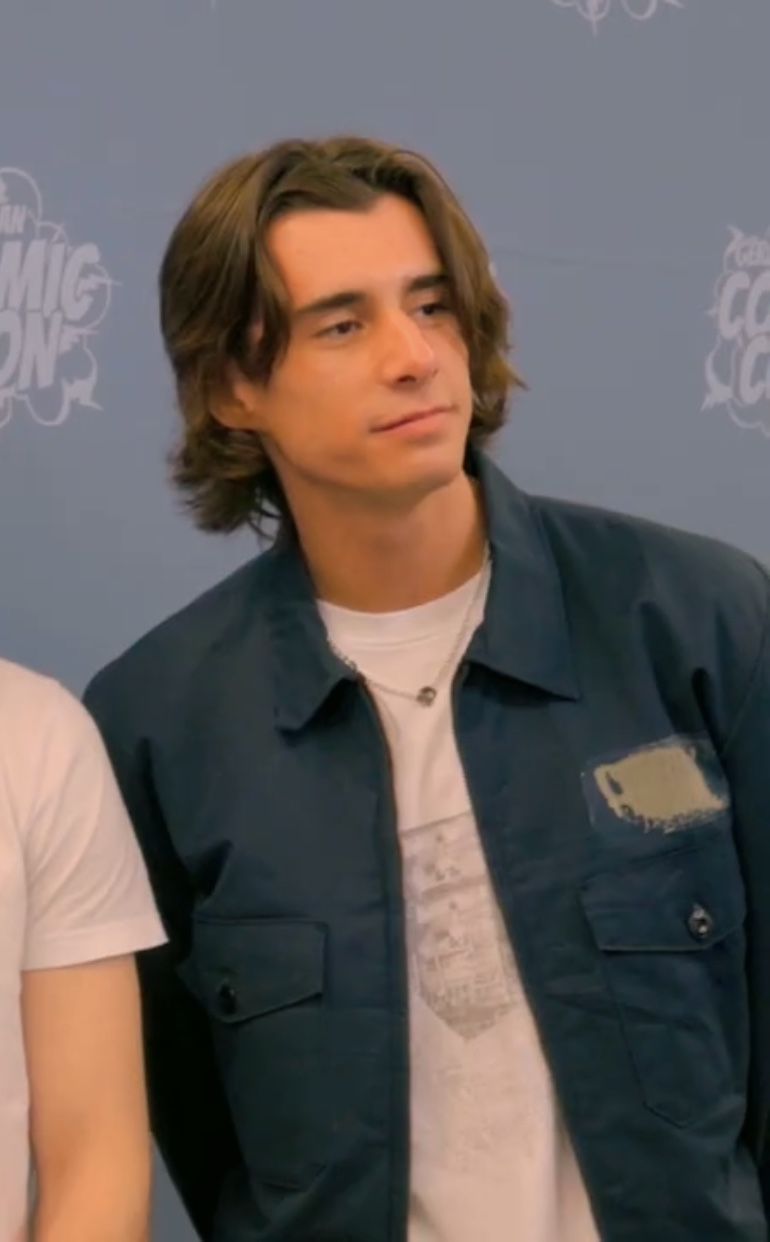
Georgie Farmer, interprete di Ajax Petropolus

## Jericho

### Abitanti
- Valerie Kinbott (stagione 1), interpretata da Riki Lindhome, doppiata da Barbara De Bortoli.[1]
 Psicoterapeuta di Jericho e collaboratrice della Nevermore Academy, ha in cura Mercoledì, Tyler e Xavier. Viene uccisa da Tyler, nella sua forma di Hyde.
- Ritchie Santiago (stagioni 1-2), interpretata da Luyanda Unati Lewis-Nyawo, doppiata da Benedetta degli Innocenti (stagione 1) e Benedetta Ponticelli (stagione 2).
Vicesceriffo di Jericho, subentra poi come sceriffo al posto di Donovan Galpin.[3]
- Tyler Galpin / Hyde (stagioni 1-2), interpretato da Hunter Doohan, doppiato da Andrea Di Maggio .[1][3]
Figlio dello sceriffo Galpin, lavora come barista part-time nella caffetteria di Jericho; sembra provare dei sentimenti per Mercoledì, che verranno ricambiati. Ha ereditato dalla madre, ex studentessa della Nevermore e morta anni prima, l'abilità di trasformarsi in un mostro chiamato Hyde, ma ne è sempre stato all'oscuro. Adescato dalla Thornhill poco prima degli eventi della serie, è soggiogato al suo volere e inizia a trasformarsi e a compiere omicidi per ordine della donna.
- Donovan Galpin (stagioni 1-2) interpretato da Jamie McShane, doppiato da Franco Mannella.[1][3]
Lo sceriffo di Jericho e il padre di Tyler, con cui ha un rapporto conflittuale. A causa degli avvenimenti del passato prova un profondo astio nei confronti di Gomez. È vedovo e non parla mai della defunta moglie, pur avendola amata molto; il suo continuo evitare l'argomento è la principale ragione delle difficoltà nella relazione tra lui e il figlio.
- Noble Walker (stagione 1), interpretato da Tommie Earl Jenkins e Ismail Kesu (da giovane), doppiato da Alessandro Parise.[1]
 Sindaco di Jericho ed ex sceriffo. È il proprietario di Pilgrim World, il parco a tema della città.

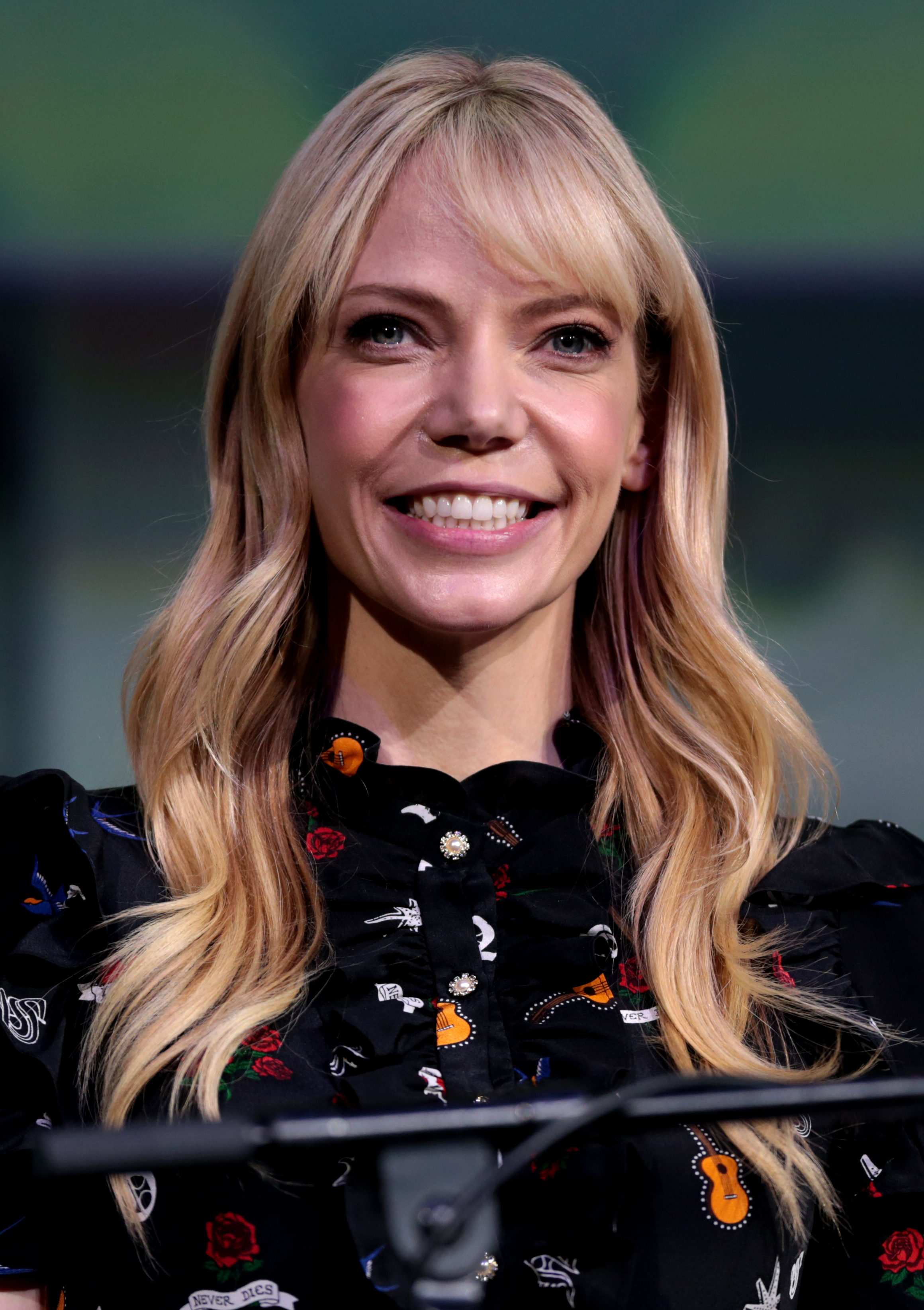
Riki Lindhome, interprete di Valerie Kinbot
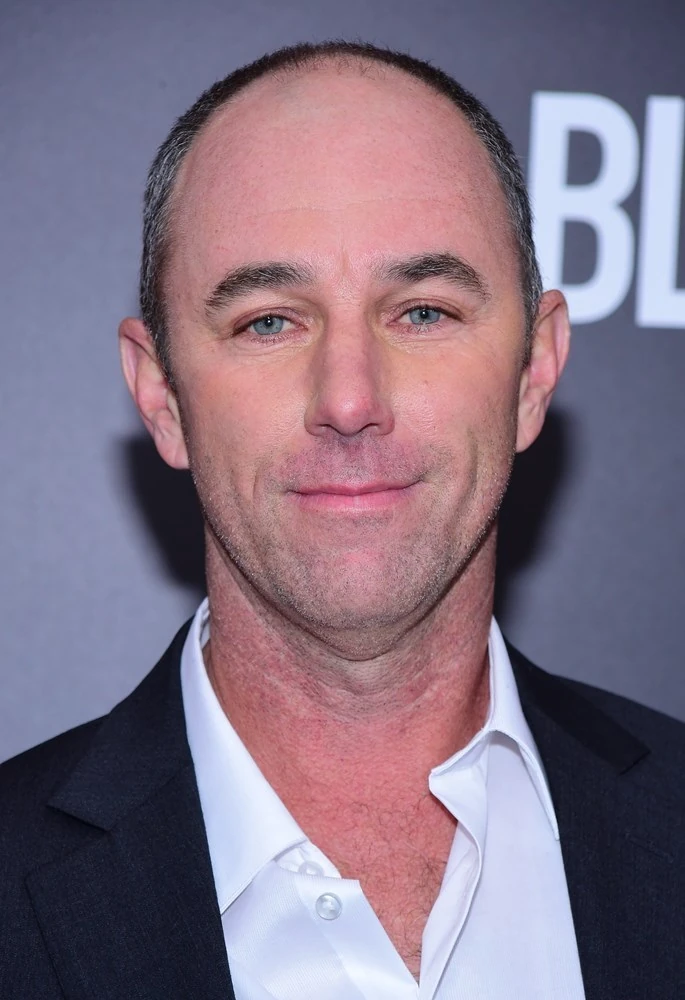
Jamie McShane, interprete di Donovan Galpin
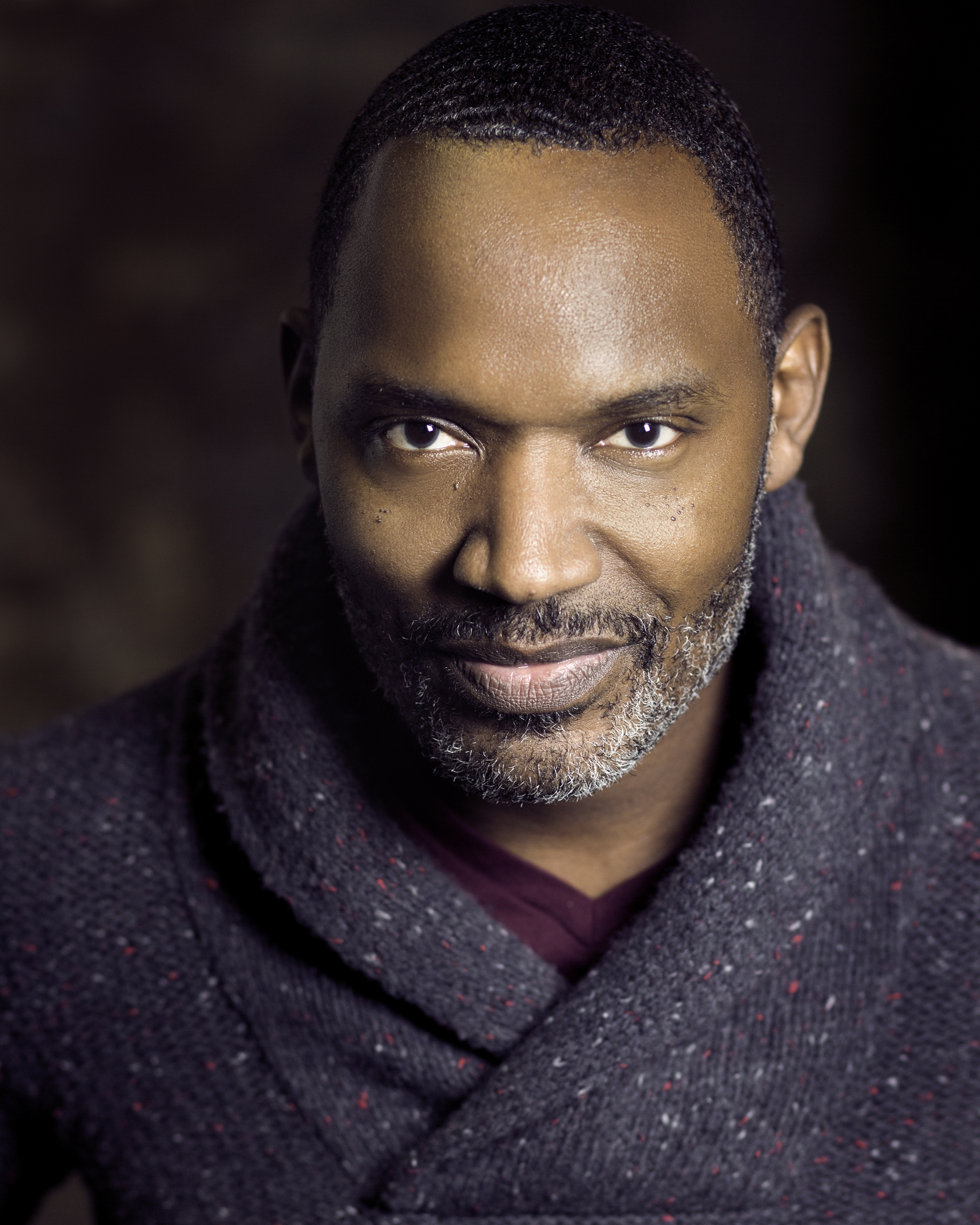
Tommie Earl Jenkins, interprete di Noble Walker

### Antenati
- Joseph Crackstone (stagione 1), interpretato da William Houston, doppiato da Alberto Bognanni.[1]
Il fondatore della cittadina di Jericho, vissuto nel XVII secolo. Era un fanatico religioso a capo di una setta di pellegrini che occuparono la cittadina sterminandone i precedenti abitanti, accusandoli di stregoneria.
- Goody Addams (stagione 1), interpretata da Jenna Ortega, doppiata da Chiara Fabiano.[1]
È un'antenata messicana di Mercoledì, con cui quest'ultima è in grado di comunicare tramite le sue visioni psichiche. Fu lei a sconfiggere Joseph Crackstone, uccidendolo.

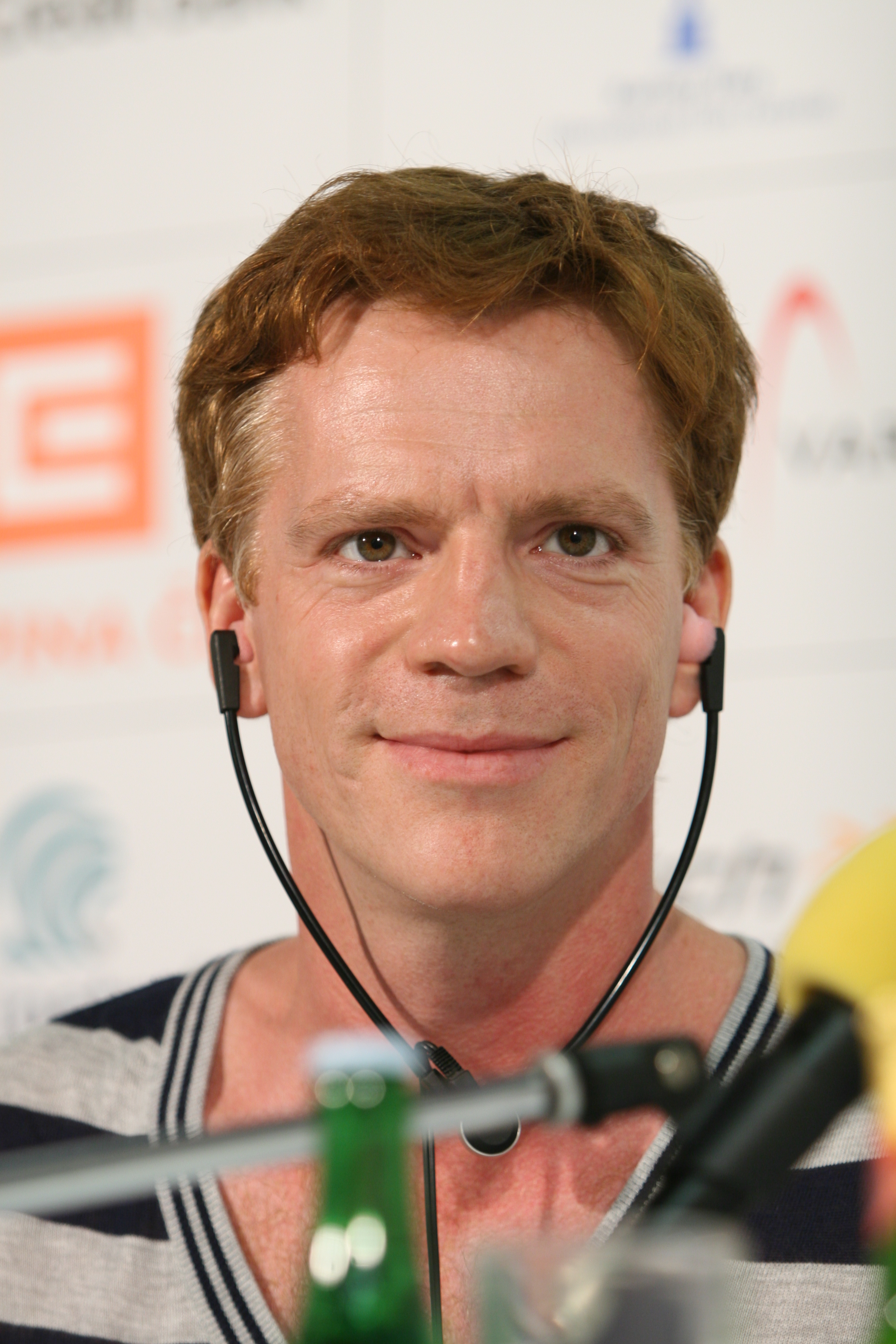
William Houston, interprete di Joseph Crackstone

## Willow Hill
- Rachael Fairburn (stagione 2), interpretata da Thandiwe Newton, doppiata da Eleonora de Angelis.[3]
 È la dottoressa a capo della clinica psichiatrica Willow Hill Psychiatric Facility, dove è stato ricoverato Hyde Tyler.[3]
- Judi Stonehearst (stagione 2), interpretata da Heather Matarazzo, doppiata da Gemma Donati.[3]
 È l'assistente della dottoressa Fairburn.[3] Alla fine della prima parte della seconda stagione, si rivelerà essere la figlia di Augustus Stonehearst, che ha ottenuto i poteri degli "aviari", così da poter controllare i corvi responsabili della morte di Donovan Galpin.
- Louise (stagione 2), interpretata da Eugenia Caruso.
È l'addetta alla mensa della clinica psichiatrica Willow Hill. Viene sedotta da Fester Addams, divenendone amante e aiutandolo a mettere in pratica i suoi piani.

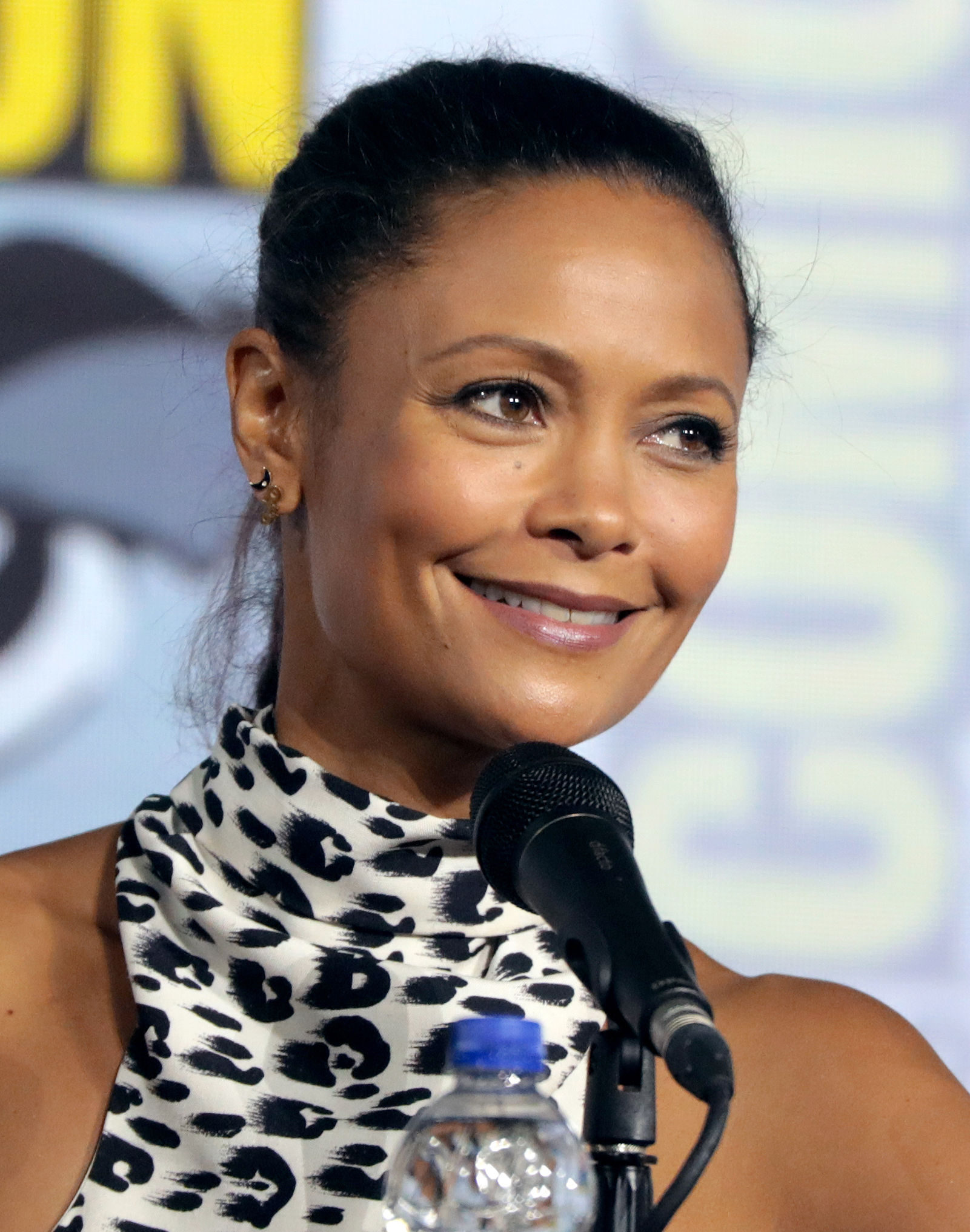
Thandiwe Newton interpreta Rachael Fairburn
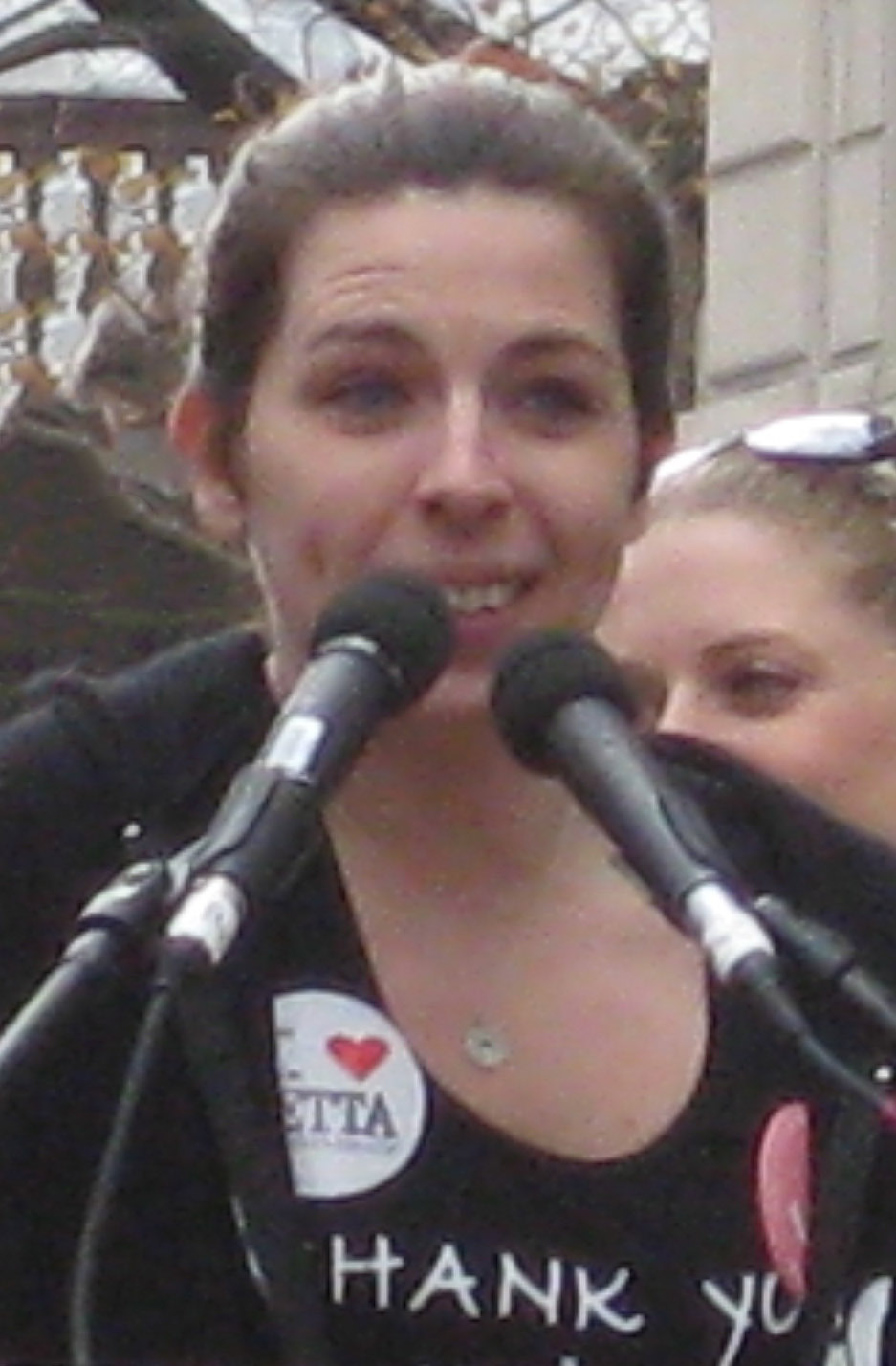
Heather Matarazzo interpreta Judi

## Altri personaggi
- Lo Scotennatore di Kansas City, interpretato da Haley Joel Osment.
È un serial killer che colleziona i capelli delle proprie vittime usandoli come parrucca per delle bambole. Mercoledì gli dà la caccia durante l’estate che separa il primo dal secondo anno alla Nevermore Academy, finendo per catturarlo grazie ai suoi poteri.

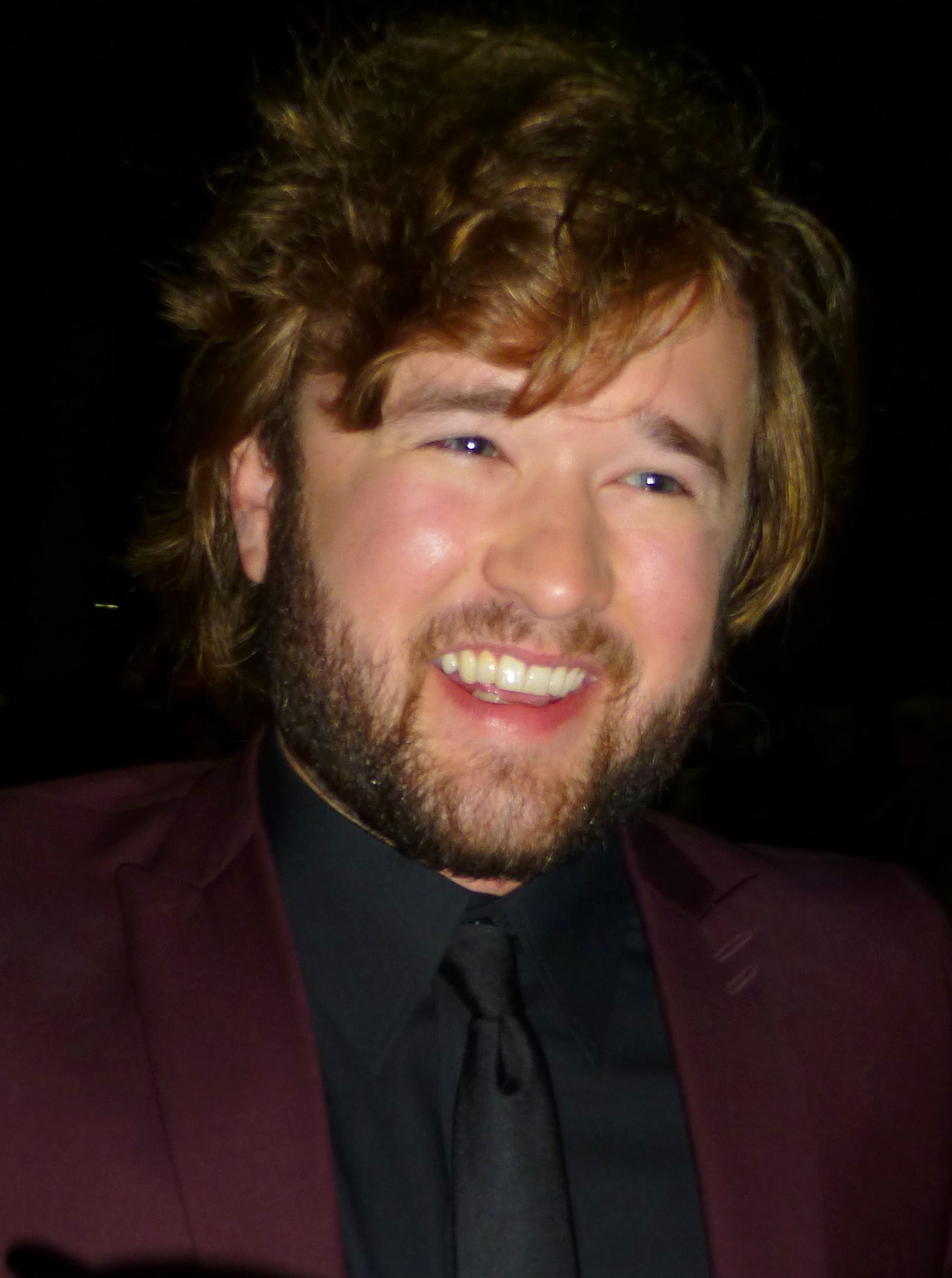
Haley Joel Osment, interprete de Lo Scotennatore di Kansas City